# Geologie van Cyprus
| Geologie van Cyprus                                                       |
| ------------------------------------------------------------------------- |
| Cyprus                                                                    |
| Sedimentaire bedekking                                                    |
| Kalavasos-formatie                                                        |
| Pakhna-formatie                                                           |
| Lefkara-formatie                                                          |
| Perapedhi-formatie                                                        |
| Troodosofioliet                                                           |
| Umbers & radiolarieten                                                    |
| Kussenlava's                                                              |
| Vlakke dike complex                                                       |
| Gabbro                                                                    |
| Mantelgesteenten:                                                         |
| Harzburgiet · Duniet · Wehrliet                                           |
| Geologische terreinen                                                     |
| Mamonia complex · Kyrenia rug · Troodos-ofioliet · Sedimentaire bedekking |
| Andere geologische fenomenen                                              |
| Mijnbouw op Cyprus · Zoutmeer van Larnaca · Arakhapas-transformbreuk      |
| Portaal Geologie                                                          |

De geologie van Cyprus is in bepaalde opzichten typisch voor het gehele Middellandse Zeegebied, en in andere opzichten uniek te noemen.
Dit artikel behandelt de stratigrafie, tektoniek en andere geologische fenomenen kort, voor een diepere beschrijving, zie de verschillende onderdelen.

## Beknopte tektonostratigrafische indeling
Cyprus is stratigrafisch gezien opgebouwd uit twee delen; de ofioliet-opeenvolging en de sedimentaire bedekking daaroverheen. De ofioliet bestaat uit verschillende onderdelen en wordt gezien als een van de best bewaard gebleven ofiolieten ter wereld. Ook in Oman en op Newfoundland worden complete ofiolieten gevonden. De ofioliet is geobduceerd tijdens de continent-continent collisie van de Alpiene orogenese, tijdens het Tertiair. Dit zeldzame proces heeft de zware oceaankorst in plaats van onder de lichtere continentale korst te laten duiken, eroverheen geschoven. Hierdoor is de gehele ofioliet ontsloten geraakt.
Boven op deze ofioliet, van mantelgesteente tot diepzeesedimenten als radiolarieten, en in twee geologische complexen aan de noord- en de zuidwest-kant van Cyprus, zijn sedimentaire gesteenten afgezet. Hierin worden drie geologische terreinen onderscheiden; het Mamonia complex, de Kyrenia rug en de circum-Troodos sedimentaire bedekking. Deze laatste ligt vrijwel concordant op de Troodosofioliet die het Troodosgebergte op Cyprus vormt.
De sedimentaire bedekking bestaat uit kalksteenpakketten (voornamelijk krijtgesteente), zandstenen, conglomeraten en evaporieten. De ouderdom varieert van Laat-Krijt tot recente fluviatiele en evaporitische afzettingen.

## Paleogeografie
Tijdens de vorming van de oceaankorst die in de ofioliet ontsloten is, zo’n 120 miljoen jaar (Ma) geleden, lag Cyprus een stuk zuidwestelijker dan tegenwoordig. Het gebied wat nu Cyprus is, lag toentertijd midden in de riftzone tussen de Afrikaanse en de Euraziatische plaat. Het maakte deel uit van het westelijke deel van de Tethys-oceaan.
Gedurende het Laat-Krijt en het Paleogeen roteerde Cyprus zo’n 90 graden tegen de klok in en schoof het naar het noordoosten. Er was nog weinig uplift merkbaar toen ongeveer 45 Ma geleden er overschuivingen vanuit het noorden (de Kyrenia rug opheffend) en vanuit het zuiden (die de vorming van het Mamonia complex tot gevolg had) optraden. De sedimentaire bedekking bestond toen uit krijtgesteente waarin slechts sporadisch sporen zichtbaar waren van de grootschalige tektonische bewegingen die plaatsvonden. Enkele turbidieten en andere fenomenen van verstoring van het normaal gesproken zeer rustige diepzee afzettingsmilieu werden afgezet tussen de rustige sedimentatie van krijtgesteente.
Tijdens het Mioceen vond significante opheffing plaats en kwamen delen van het toenmalige eiland zelfs boven water te liggen. Het was in het vroeg Mioceen dat de rifkalken van de Pakhna formatie ontstonden. Cyprus bevond zich toen al rond de plaats waar het nog steeds ligt en de afsluiting van de Middellandse Zee naar het oosten toe met de Indische oceaan was inmiddels een feit.

## Ontsluitingen
De ontsluitingsgraad, de mate waarin het gesteente aan het oppervlak zichtbaar en bestudeerbaar is, is op Cyprus erg hoog. Er is over het algemeen weinig vegetatie, behalve in het Troodosgebergte. Dit maakte het eiland al langer een aantrekkelijk veldwerkgebied voor voornamelijk Britse geologen. Ook de mijnbouw die in de loop der tijd op Cyprus opbloeide, heeft vele ontsluitingen opgeleverd.